# Tellurol

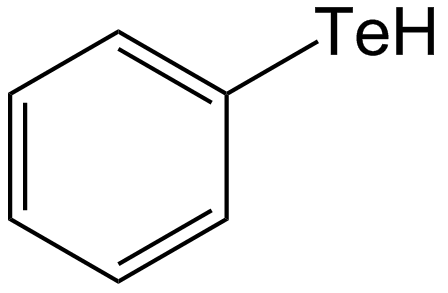
Structuurformule van benzeentellurol, een voorbeeld van een aromatisch tellurol.

Een tellurol is het telluuranaloog van een alcohol, een thiol en een selenol. De functionele groep is eenvoudigweg opgebouwd uit telluur en waterstof, waarbij aan het telluuratoom nog een alkyl- of arylgroep is gekoppeld. Tellurolen worden in de vakliteratuur soms ook aangeduid met de termen telluromercaptaan of tellurothiol. Ze vormen een belangrijke groep van organotelluurverbindingen.

## Synthese
Het allereerste tellurol dat werd bereid was ethaantellurol, in 1926. De bereiding geschiedde door reactie van telluur met het overeenkomstig Grignard-reagens. Tegenwoordig is de meest toegepaste methode de reductie van ditelluriden met behulp van bijvoorbeeld tributyltinhydride.

## Eigenschappen
Alkyltellurolen zijn gele vloeistoffen met zeer indringende geuren. De aryltellurolen vormen kleurloze kristallen. Tellurolen bezitten een laag kookpunt, hetgeen te wijten is aan de afwezigheid van waterstofbruggen. De bindingslengte tussen koolstof en telluur is lang. Een consequentie hiervan is dat de binding zwakker is en dus makkelijker geoxideerd wordt. De meeste tellurolen ontleden ook onder invloed van temperatuur of UV-licht.

### Stabiliteit
Ondanks het feit dat tellurolen veel eigenschappen gemeenschappelijk hebben met de overeenkomstig alcoholen, thiolen en selenolen, zijn het relatief onstabiele verbindingen, hetgeen voornamelijk te wijten is aan de weinig efficiënte binding tussen koolstof en telluur. Het is aangetoond dat aromatische en sterisch gehinderde tellurolen meer stabiel te zijn. Meer stabiel zijn tellurolen waarbij het telluuratoom is gebonden aan silicium of germanium, omdat de orbitaaloverlap tussen deze grote elementen effectiever is dan bij koolstof. Zo is tris(trimethylsilyl)silaantellurol een uitzonderlijk stabiel tellurol.

### Zuur-base-eigenschappen
Door de grotere atoomstraal van telluur is de bindingslengte tussen waterstof en telluur langer dan bij thiolen of selenolen. Ten gevolge hiervan staan ze zeer gemakkelijk een proton (H+) af en zijn ze dus een stuk zuurder dan structureel overeenkomstige selenolen. De aciditeit van tellurolen kan worden afgeleid van waterstoftelluride (H2Te): de pKa daarvan bedraagt 2,64 en daarmee is het ongeveer 100 keer zuurder dan azijnzuur.